# وليام بتروورث
وليام بتروورث (بالإنجليزية: W. E. B. Griffin)‏‏ (10 نوفمبر 1929 في نيوآرك، نيوجيرسي - 12 فبراير 2019 في ألاباما) روائي، وكاتب من الولايات المتحدة.